# Sergio Trabucco
Sergio Trabucco Ponce (San Bernardo, 14 de diciembre de 1946) es un cineasta chileno, conocido especialmente como productor y asistente de dirección.

## Biografía
Licenciado en Cine en la Universidad de Valparaíso y titulado de cineasta con la mención en Producción, en la misma casa de estudios, su carrera en el séptimo arte se inició en 1964. Luego de un periodo como aprendiz meritorio en la empresa estatal Chilefilms, el entonces presidente de esta empresa, Patricio Kaulen le propuso viajar a Europa a estudiar cine. Fue así como se convirtió en alumno oyente de la Escuela Oficial de Cinematografía de Madrid y luego pasar al Centro Experimental de Cine de Roma.
Regresó a Chile en 1966 e inició estudios de teatro en la Escuela Vespertina en la Universidad de Chile; paralelamente se reincorporó a Chilefilms como productor de documentales y del noticiero quincenal de esta empresa, a la que permaneció vinculado hasta el año 1972. Realizó asistencia de dirección, producción y posproducción en numerosos largometrajes realizados por Chilefilms entre 1966 y 1974.
Fue dirigente del Sindicato de Técnicos Cinematográficos y miembro de la dirección de Chilefilms en el gobierno del presidente Salvador Allende, secretario ejecutivo del Área Creativa de Chilefilms (1971), participó en el desarrollo de los Talleres de Creación y Reflexión Cinematográfica y en la recuperación de la Escuela de Cine de la Universidad de Chile de Valparaíso, que se traslada a los recintos de Chilefilms.
Después del golpe militar encabezado por el general Augusto Pinochet fue detenido y abandonó el país. Pero antes de su salida, en noviembre de 1973, "organizó una función privada para un influyente grupo de críticos de la época —Yolanda Montecinos, Hans Ehrmann, Mariano Silva, entre otros— y representantes de la dictadura militar. Quería que le dieran algunas sugerencias para modificar algunos detalles de la edición. Yolanda Montecinos le aseguró que la película se estrenaría. No ocurrió. La leyenda dice que la película le pareció 'altamente inmoral' a las mujeres de los generales del ejército, porque contenía escenas de desnudos —el encuentro de los protagonistas en un motel y la secuencia en la que se bañan sin ropa en la playa—, además de varios garabatos en sus diálogos. Palomita blanca permaneció guardada bajo siete llaves en las bodegas de Chilefilms. El estreno sólo pudo realizarse en 1993, veinte años después de su filmación, luego de ser reeditada por Raúl Ruiz".
Sergio Trabucco salió, en mayo de 1974, a Argentina, donde trabajó como asistente de dirección y camarógrafo de la película de ficción Alicia en el País de las Maravillas, de Eduardo Pla, y el mismo año fue invitado a Venezuela por Cinemateca Nacional. En ese país permaneció más de 4 años: trabajó en distribución cinematográfica con la empresa Cicimoveca y creó la distribuidora Palcine; participó asimismo en diversas actividades relacionadas con la televisión educativa y produjo el largometraje Alias: El Rey del Joropo, estrenada en 1978.
Al año siguiente regresó a Chile con su esposa Faride Zerán, a quien había conocido en Caracas y con quien tendría dos hijos: Sergio y Alia. 
Creó la productora TVCINE Comunicaciones, que, además de formar a decenas de nuevos técnicos, produjo todo el material audiovisual de las campañas presidencial y parlamentaria de 1989, que marcan la vuelta a la democracia. 
Participó en la recuperación del Festival Internacional de Cine de Viña del Mar, del que fue director en 1992 y 1993; presidió la Unión de Productores y Directores de Cine de Largometrajes de Chile (1996- 1999) encabezó la Escuela de Cine de la ARCIS (2003-2004) y en 2005 asumió como vicerrector de Operaciones de dicha universidad. Entre otros cargos que ha desempeñado se pueden citar: gerente de Industrias Culturales de ProChile (Ministerio de Relaciones Exteriores); vocal de la Junta Directiva de la Federación de Productores de Cine de Iberoamérica (FIPCA); fundador y miembro del Consejo Rector de la Escuela Internacional de Cine y Televisión (EICTV) y del Consejo Superior de la Fundación del Nuevo Cine Latinoamericano (FNCL).

## Filmografía

### Producciones
- Ayúdeme usted compadre, largometraje de Germán Becker, 1967
- Tierra quemada, largometraje de Alejo Álvarez, 1968
- Caliche Sangriento, largometraje de Helvio Soto, 1969
- Frontera sin ley, largometraje de Luis Margas, 1969
- Compañero Presidente, documental de Miguel Littín, 1971
- Abastecimiento, documental de Raúl Ruiz, 1972
- Palomita blanca, largometraje  de Raúl Ruiz, basada en la novela homónima de Enrique Lafourcade; 1973/1992
- Alias: El Rey del Joropo largometraje de Carlos Rebolledo y Thaelman Urgelles (Venezuela, 1975)
- Neruda, todo el amor, documental de Ignacio Agüero con guion de Antonio Skármeta, 1998
- La independencia inconclusa, documental de Luis R. Vera, 2011

### Asistente de dirección
- Carnet 363, cortometraje de Javier Rojas
- El desafío, musical folklórico de Dunny Kusmanic
- Largo viaje, largometraje de Patricio Kaulen, 1966
- Tierra quemada, largometraje de Alejo Álvarez, 1968
- Caliche Sangriento, largometraje de Helvio Soto, 1969
- Palomita blanca, largometraje  de Raúl Ruiz, basada en la novela homónima de Enrique Lafourcade; 1973/1992
- Alicia en el País de las Maravillas, de Eduardo Pla (también hace de camarófrafo)

### Actor
- Carnet 363, cortometraje de Javier Rojas
- New Love o La revolución de las flores, largometraje de Álvaro Covacevic, 1968

## Libros
- Con los ojos abiertos. El nuevo cine chileno y el movimiento del nuevo cine latinoamericano, memorias, LOM Ediciones, 2014

## Premios y reconocimientos
- Gran Paoa, por su aporte al cine chileno (XII Festival Internacional de Cine de Viña del Mar, 2000)
- Medalla Aldo Francia (2007) como reconocimiento a su aporte al Festival Internacional de Cine de Viña del Mar en su 40 aniversario
- Premio Fundación Igualdad por su contribución al rescate del Patrimonio Fílmico (2008)